# Armour Piercing Infantry Light Arm System

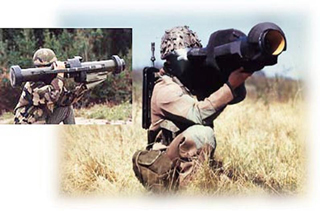
APILAS im Einsatz

APILAS (Armour Piercing Infantry Light Arm System) ist eine moderne, französische rückstoßfreie Panzerabwehrhandwaffe, die vom Rüstungsbetrieb Nexter entwickelt wurde und von vielen Streitkräften weltweit verwendet wird. 

## Technik
Das APILAS-Panzerabwehrsystem wurde in den 1980er-Jahren eingeführt, um die Verbundpanzerung der schweren sowjetischen Kampfpanzer des Typs T-72 auch frontal erfolgreich bekämpfen zu können. Es hat sich im Laufe seiner Entwicklung zu einer teuren Waffe entwickelt. Das Rohr besteht aus Glasfaserverstärktem Kunststoff und wird nach Gebrauch weggeworfen. Um den Schützen gegen die starke Treibladung abzuschirmen, verfügt die Waffe über einen Gesichtsschutz am Rohr. Gezielt wird mit einem optischen Visier (3-fach-Vergrößerung) mit Winkelkorrektur. Dieses wird nach dem Abfeuern der Waffe abmontiert und an einem neuen Rohr befestigt. Es kann auch ein Nachtvisier verwendet werden. Ausgelöst wird die Waffe elektrisch. Der Flugkörper wird erst ab 25 m entsichert. Der Hohlladungsgefechtskopf zündet bei Auftreffwinkeln von bis zu 80° zuverlässig. Bis 2006 sind über 120.000 APILAS hergestellt worden. Das Panzerabwehrsystem wird von Belgien, Chile, Finnland, Frankreich, Italien, Jordanien, Südkorea, Saudi-Arabien und Taiwan verwendet. In Finnland wird das System unter der Bezeichnung 112 RSKES APILAS geführt. Frankreich setzt die Panzerabwehrwaffe seit 1985 ein.

## Technische Daten
| APILAS:                 | APILAS:                                         |
| Kenngröße               | Daten                                           |
| ----------------------- | ----------------------------------------------- |
| Hersteller              | GIAT, früher Manurhin                           |
| Typ                     | Panzerabwehrrohr mit Kurskorrektur              |
| Antriebssatz            | Feststoffrakete                                 |
| Rohr-Kaliber            | 112 mm                                          |
| Geschoss-Kaliber        | 108 mm                                          |
| Rohrlänge               | 1,27 m                                          |
| Mündungsgeschwindigkeit | 295 m/s                                         |
| Kadenz                  | - (jedes Rohr kann nur einmal verwendet werden) |
| Reichweite (effektiv)   | 300 m bewegliche, 500 m stehende Ziele          |
| Durchschlag             | +720 mm Stahl oder 2 m Beton                    |
| Gewicht                 | 9,5 kg, 4,7 kg Projektil, 1,5 kg Ausstoßladung  |